# 奥尔南 (杜省旧市镇)
奥尔南（法語：Ornans，法語發音：[ɔʁnɑ̃]）是法国杜省的一个旧市镇，位于该省中西部，属于贝桑松区。2016年1月1日，奥尔南与市镇博讷沃勒普里约雷合并为新的奥尔南。

## 地理
奥尔南（47°6'19"N, 6°8'35"E）面积32.64 平方千米，位于法国勃艮第-弗朗什-孔泰大區杜省，该省份为法国东部内陆省份，北起上索恩省，西接汝拉省，东部及东南部与瑞士接壤，东北部与贝尔福地区省接壤。
与奥尔南接壤的市镇（或旧市镇、城区）包括：博讷沃勒普里约雷、尚特朗、沙萨涅圣但尼、弗拉热、富什朗、蒙热苏瓦、索勒、塞-迈西耶尔、锡耶阿芒塞。

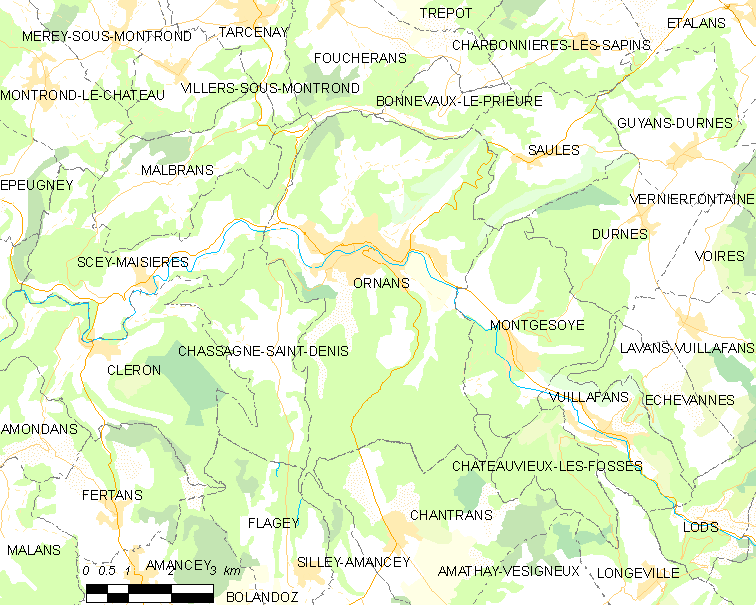
的OSM定位图

奥尔南的时区为UTC+01:00、UTC+02:00（夏令时）。

## 行政
奥尔南的邮政编码为25290、25620，INSEE市镇编码为25434。

## 政治
奥尔南所属的省级选区为奥尔南县。

## 人口

1962-2008年间人口变化图示

奥尔南于2018年1月1日时的人口数量为4308人。